# Pampas trafikplats

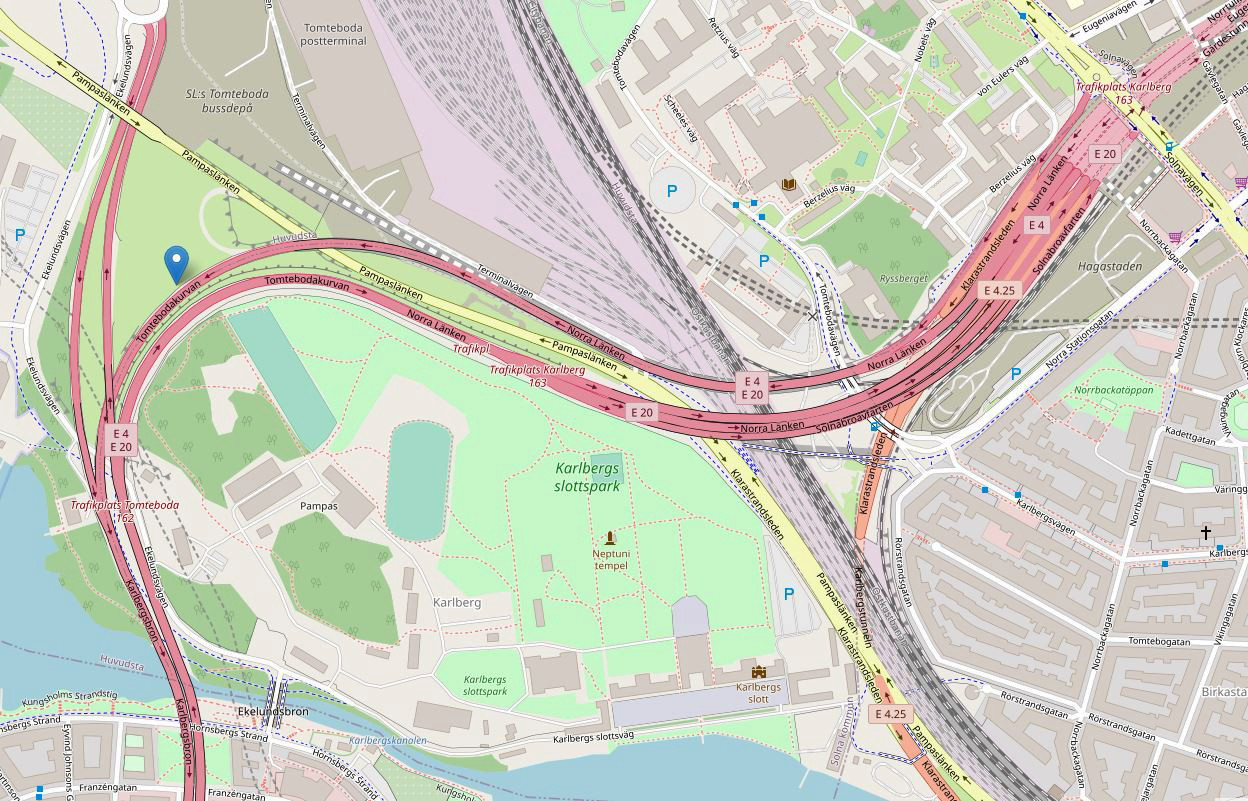
Trafikplatserna Karlberg och Tomteboda, 2020.

Pampas trafikplats (även kallad Tomteboda trafikplats) med Pampaslänken och Karlbergsrampen är en större trafikplats med avfartsnummer 162 i Solna kommun på gränsen till Stockholms innerstad. Här sammanförs Essingeledens trafik med Norra länkens och trafiken mot Klarastrandsleden samt till och från Solna. Tidigare fanns även förbindelse till Norra Stationsgatan via den forna Pampaslänken. Den ursprungligen planerade trafikplatsen har inte fullbordats och vissa färdigbyggda delar är idag en ruinmotorväg. Pampas trafikplats utgör även Essingeledens norra slut.
Namnet "Pampas trafikplats" respektive "Pampaslänken" härrör från den närbelägna exercisplatsen vid Karlbergs slott som fortfarande kallas Pampas av Militärhögskolan.

## Historik

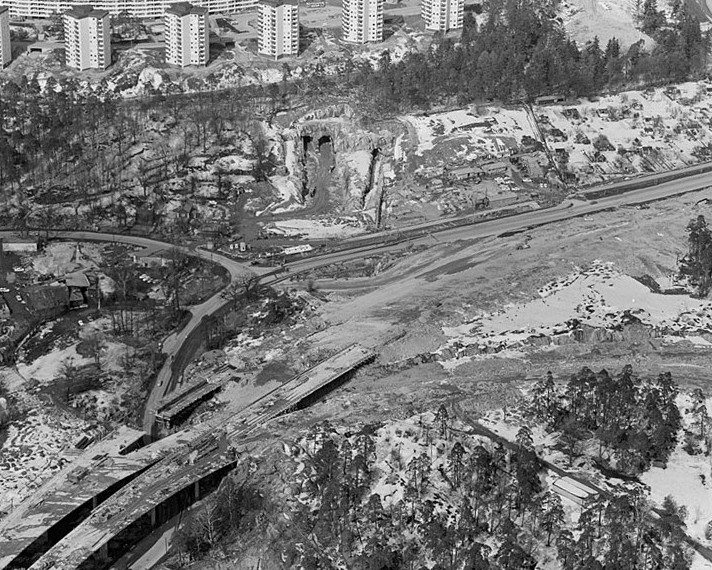
Trafikplatsen under uppförande 1970. Karlbergsbron syns längst ner till vänster.

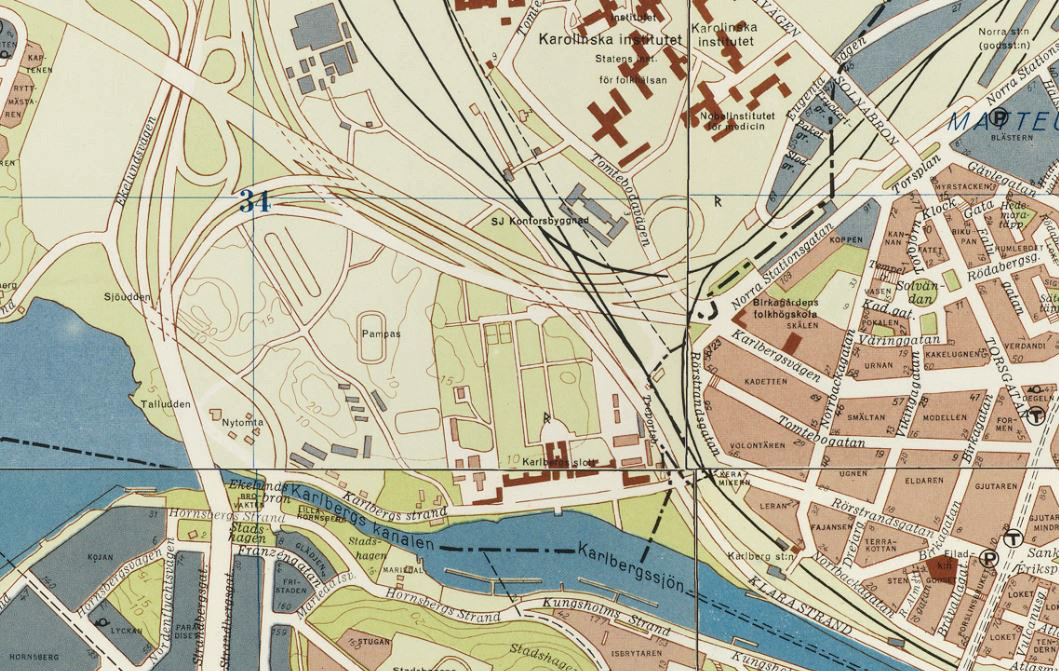
Pampaskorsningen 1972.

Under 1950-talet blev det aktuellt med en kompletterande trafikled mellan Stockholms innerstad och områden i väst och nordväst. Enligt "1960 års trafikledsplan för Stockholm" och "Generalplan för Solna 1958" förutsattes en sådan komplettering genom Huvudstaleden med sträckning: Brommaplan - Ulvsundavägen - Bällstaviken - Huvudsta - Västra skogen - Karlbergs slott -  Essingeleden - Klarastrandsleden.  
Arbetet med den första delsträckan av Huvudstaleden mellan Ulvsundavägen och Frösundaleden  påbörjades 1964, samtidigt byggdes Huvudstabron över Bällstaviken. Både bron och ledens första deletapp invigdes 1967. Vägavsnittet och bron fick motorvägsstandard. För den fortsatta sträckningen genom Solna reserverades plats och för korsande gator byggdes viadukter.
Huvudstaledens anslutningsramper till Essingeleden vid nuvarande "Pampas trafikplats" färdigställdes under tidigt 1970-tal. Dessa syns fortfarande idag, en av dem heter numera "Pampaslänken". Ekelundsbron breddades 1969 till 24 meter för att kunna klara den ökande trafiken som man förväntade sig, eftersom en av den planerade Huvudstaledens påfarter skulle gå här. I vägsystemet ingår även Karlbergsbron som invigdes tillsammans med Pampas trafikplats i början av 1970-talet. Enligt äldre kartor planerades en omfattande trafikplats med en motorvägsfyrklöver. Varken Huvudstaleden i sin helhet eller Pampaslänkens trafikkors fullbordades.
Vissa mindre arbeten utfördes inom Pampas trafikplats åren 1982-1984, där en lång avfartsramp (på bro) byggdes längs Tomteboda postterminal, sedan avstannade arbetena. Detta blev ett av få exempel av ruinmotorvägar i Sverige. Rampen nyttjades delvis som gång- och cykelväg och slutade länge i ett buskage eftersom inga framtida planer fanns. År 2016 användes rampen i en detaljplan för den planerade bussdepån i Tomteboda. Efter nästan 40 år kopplades rampen till slut ihop med depån, vilken i sin tur öppnade i juni 2021. Den är dock avsedd för busstrafiken och persontrafik är förbjuden.

## Bilder

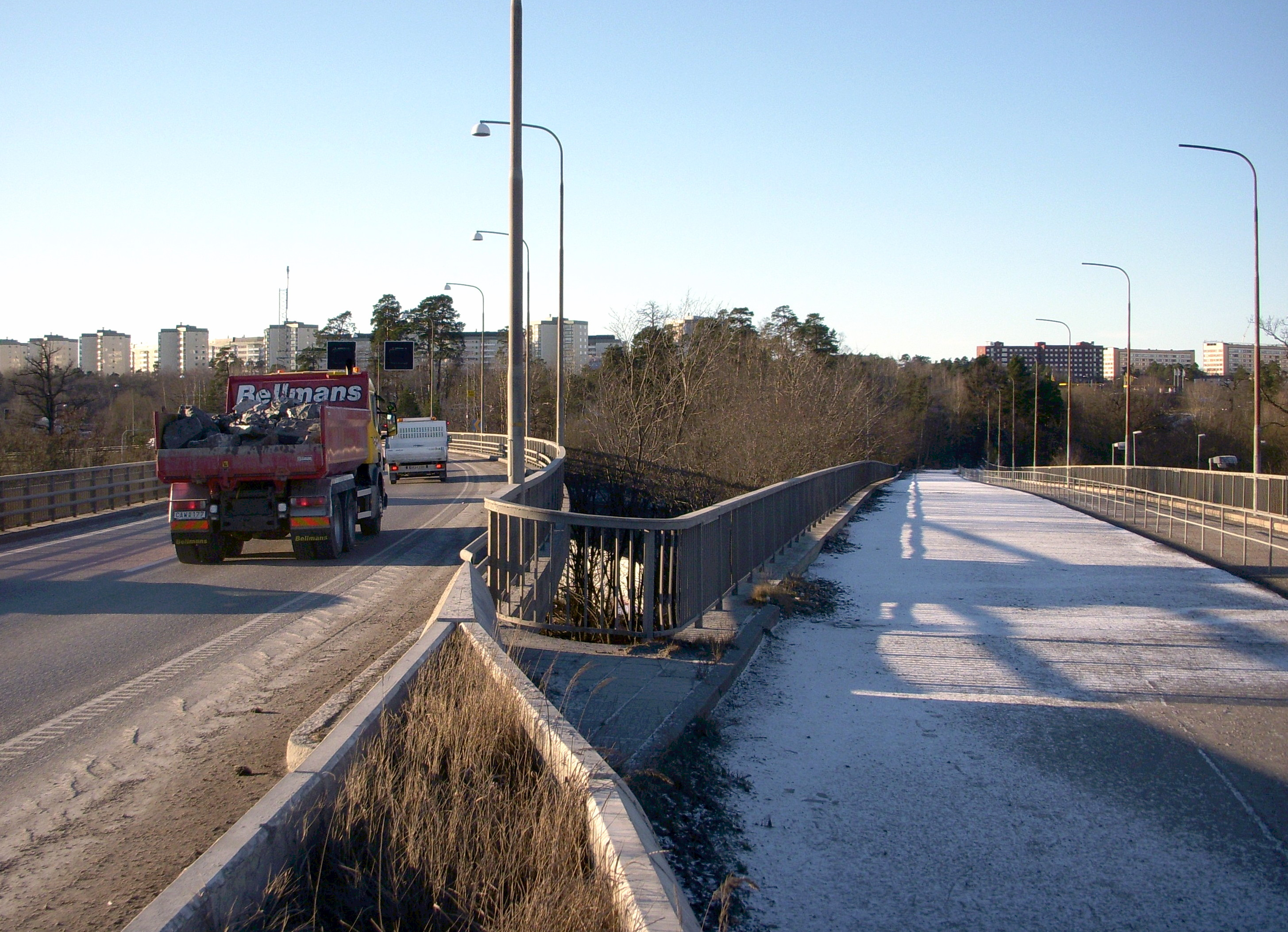
Trafikplatsens påbörjade avfartsramp till höger, till vänster rullar trafiken på Essingeleden, 2009. (Ramp färdigställd 2021)
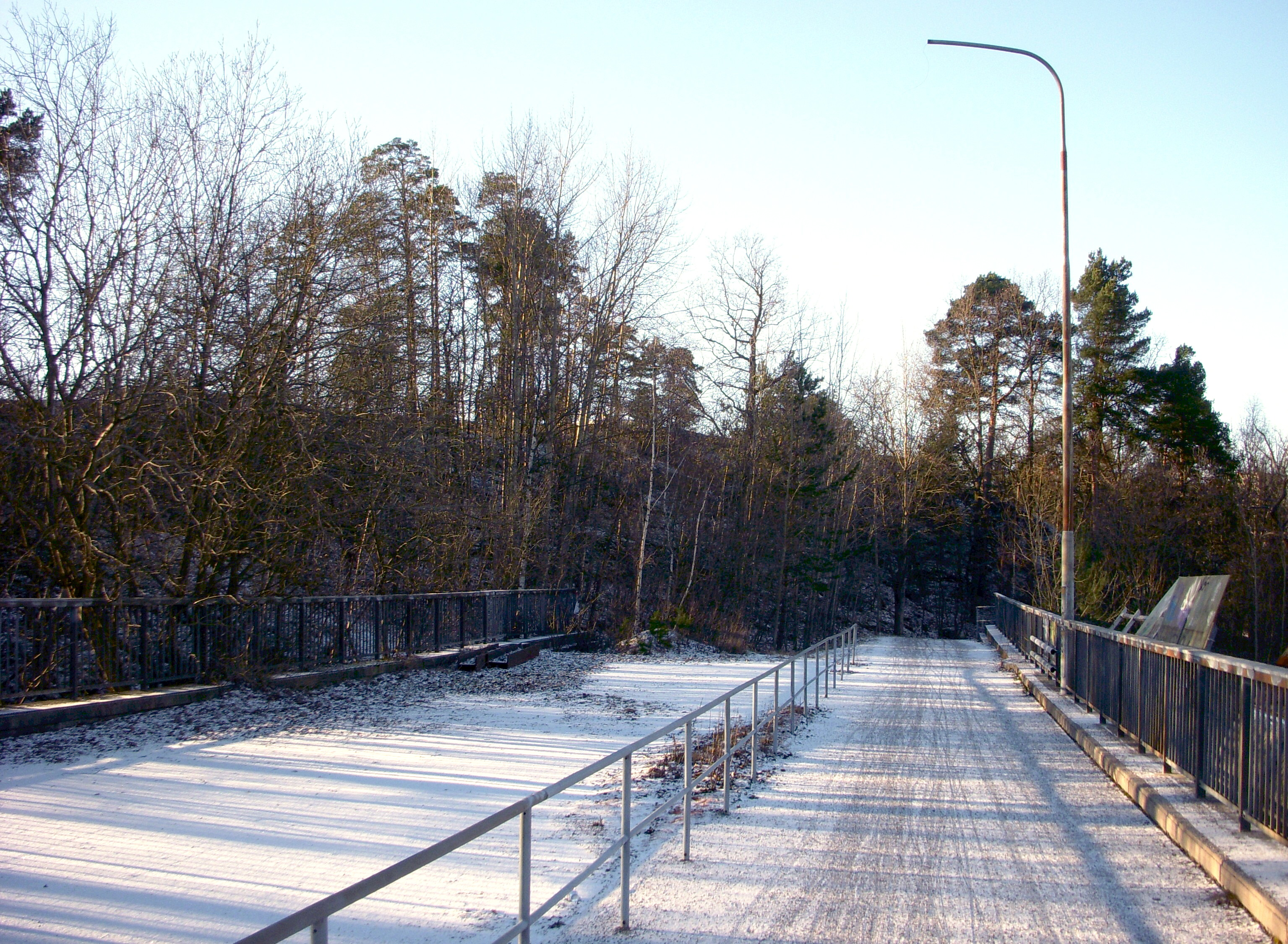
Trafikplatsens på började avfartsramp mot Solna (idag gång- och cykelväg) slutar i ett buskage, 2009. (Ramp färdigställd 2021)
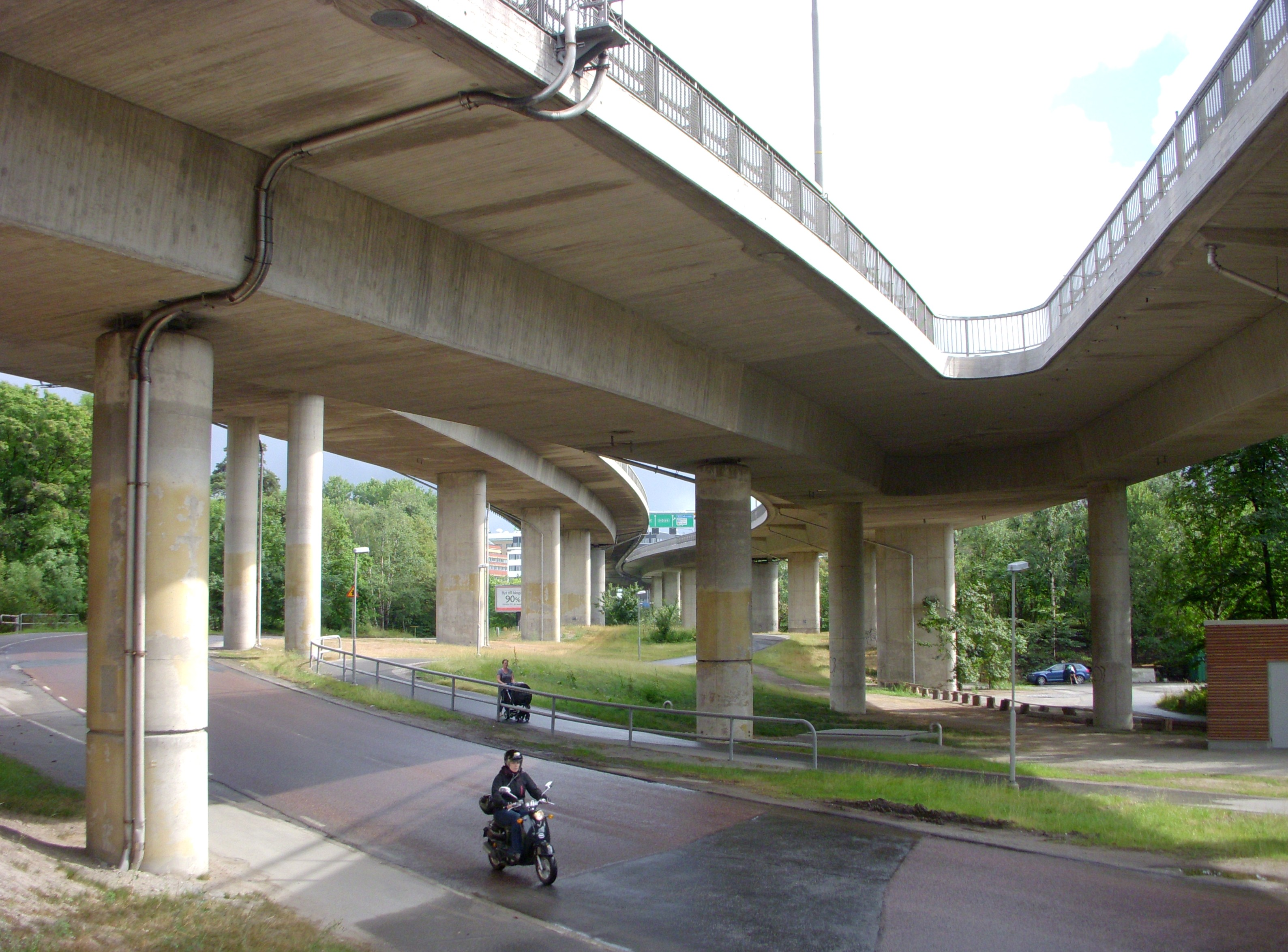
Trafikplatsens på- och avfartsramper under Karlbergsbron, vy söderut, 2010.
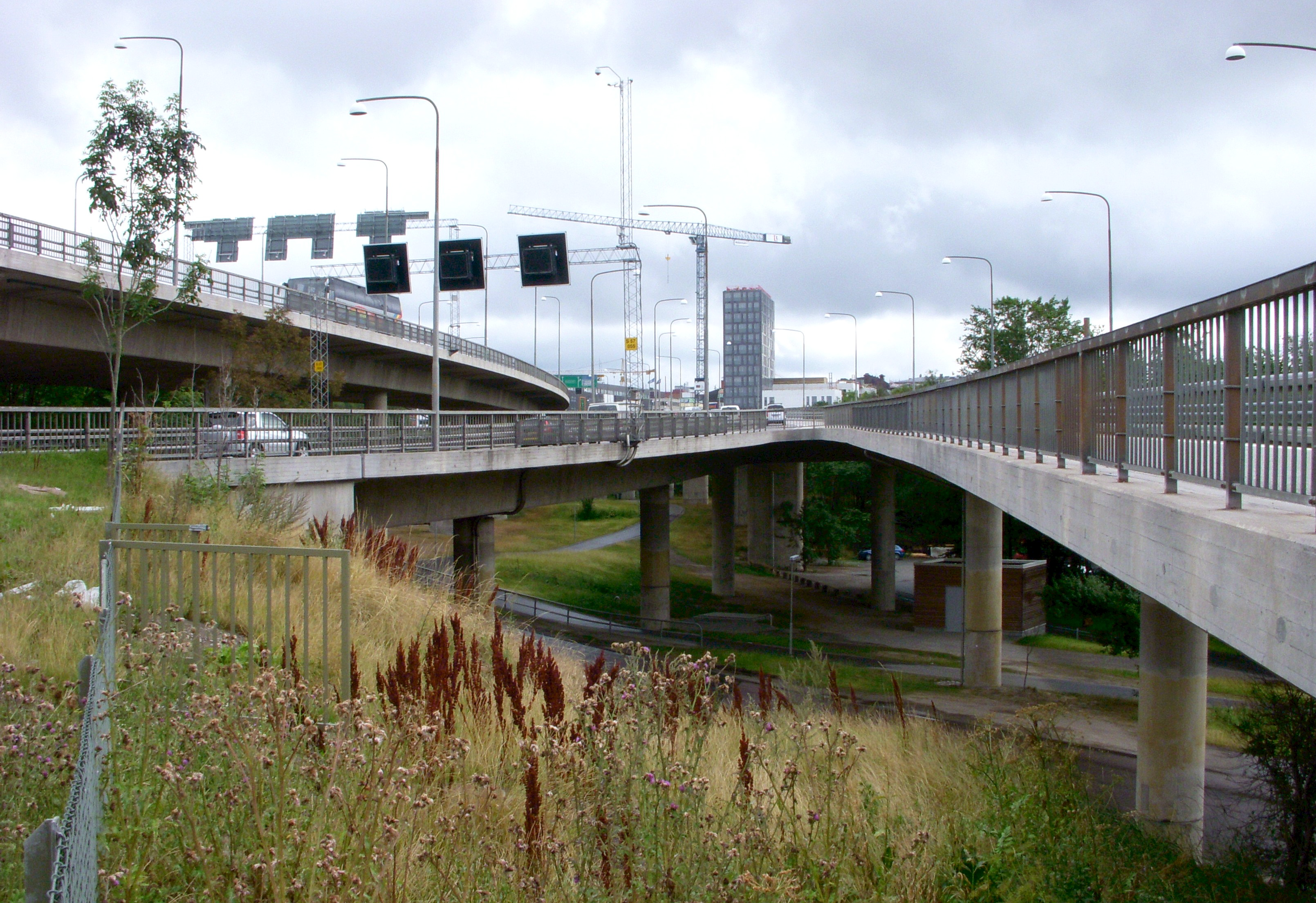
Trafikplatsens på- och avfartsramper, vy söderut med Karlbergsbron i bakgrunden, 2010.

## Pågående planer
Huvudstaleden utgör fortfarande en del av den kommunala och regionala planeringen. 2014 gav regeringen trafikverket i uppdrag att utreda en tunnelförläggning.
För motorvägen norrut genomförde Vägverket, Regionplane- och trafikkontoret inom Stockholms läns landsting samt kommunerna Stockholm, Solna och Sundbyberg hösten 2009 en gemensam strukturutredning, som förordar att en tunnelförbindelse mellan Frösunda trafikplats och Pampas trafikplats byggs. De skulle innebära att trafiken på Uppsalavägen och på Norra länken förbi Hagastaden får en mycket kraftig trafikavlastning med uppskattningsvis ca 60 000 fordon/dygn. Skillnaden mot den ursprungliga planeringen vore att trafiken till E18 går via E4 från Frösunda till Kista istället för via en separat nybyggd motorväg, vilket inte längre är aktuellt.

## Essingeledens övriga trafikplatser
Från söder till norr.
- Trafikplats Nyboda
- Trafikplats Nybohov
- Trafikplats Gröndal
- Trafikplats Stora Essingen
- Trafikplats Lilla Essingen
- Trafikplats Fredhäll
- Trafikplats Kristineberg
- Trafikplats Karlberg